# الصندوق المصري للتعاون الفني مع إفريقيا

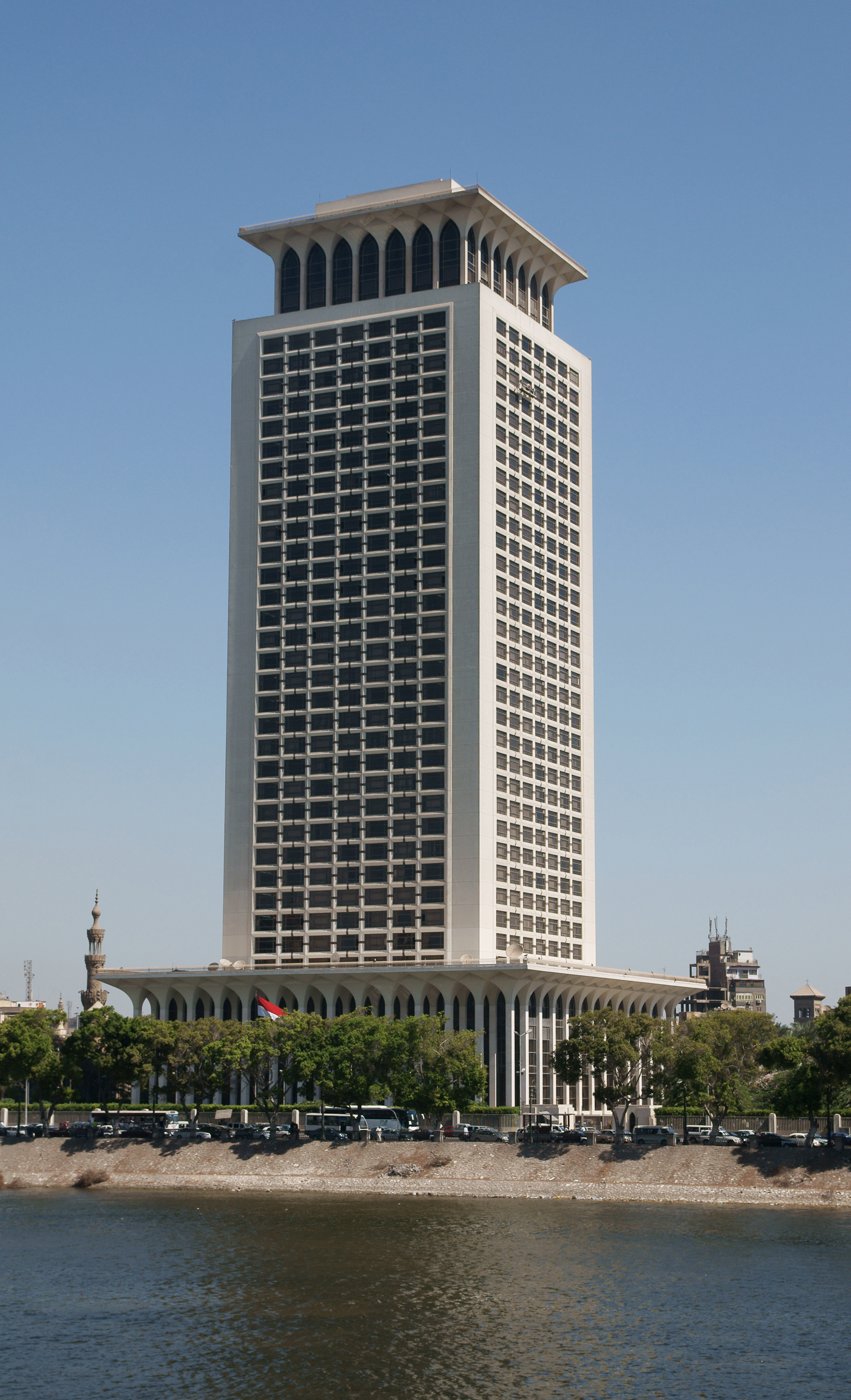
مبنى وزارة الخارجية المصرية حيث مقر الصندوق المصري للتعاون الفني مع أفريقيا في القاهرة.

الصندوق المصري للتعاون الفني مع أفريقيا (بالإنجليزية: EFTCA)‏ هو الأداة الحكومية لمصر المختصة بتنسيق المساعدات الحكومية المصرية للتنمية وبرامج التعاون التنموي مع الدول الأفريقية. تأسس الصندوق عام 1980 بناء على اقتراح مقدم من وزير الدولة الأسبق للشئون الخارجية بطرس بطرس غالي إلى الرئيس المصري الراحل محمد أنور السادات بهدف مساعدة الدول الأفريقية ودعم الدور المصري بأفريقيا في مرحلة ما بعد تصفية الاستعمار بعد أن لعبت مصر دوراً تاريخياً كبيراً في دعم حركات التحرر الوطني الأفريقية لتصفية الاستعمار والتمييز العنصري بالقارة في عهد الرئيس الأسبق جمال عبد الناصر.
أدمج الصندوق في الوكالة المصرية للشراكة من أجل التنمية التي تأسست في 2013.

## نبذة
يعتبر الصندوق المصري للتعاون الفني مع أفريقيا جزء من وزارة الخارجية المصرية ويتخذ من مبناها مقراً له ويرأسه وزير الخارجية المصري إلا أن الأمين العام للصندوق يظل هو المدير الحقيقي لأنشطته المختلفة كما يتمتع الصندوق مع ذلك بميزانية مستقلة عن الوزارة، ويشغل منصب الأمين العام الحالي للصندوق السفير د. احمد درويش.
يعمل الصندوق على أساس صيغة تعاون جنوب-جنوب ويهدف إلى مساعدة الدول الأفريقية على تحقيق التنمية المستدامة عبر برامج التعاون الفني والبرامج التدريبية لبناء قدرات الكوادر الأفريقية التي يقدمها لدول القارة في مختلف المجالات وعلى رأسها الزراعة والصحة والتعليم والأمن والدبلوماسية والقضاء والاعلام وكذلك المنح المالية خاصة في مجالي الصحة والزراعة.
أوفد الصندوق منذ نشأته في عام 1980 ما يزيد عن 8,500 خبيراً للدول الأفريقية في المجالات المختلفة كما قام بتدريب نحو 10,000 من الكوادر الأفريقية في مصر، إلى جانب نشاطه في تقديم المنح المالية والمساعدات الإنسانية خاصة في مواجهة الكوارث الطبيعية، فضلاً عن إيفاده العديد من القوافل الطبية للدول الأفريقية.

## وصلات خارجية
- الصندوق المصري للتعاون الفني مع أفريقيا
- الموقع الإلكتروني لوزارة الخارجية المصرية